# Narodnaja
Narodnaja (ros. Народная) – najwyższy szczyt łańcucha górskiego Ural (1895 m n.p.m.). Leży w rosyjskim Chanty-Mansyjskim Okręgu Autonomicznym – Jugra. Nazywany jest również Narodna (Народна) lub Naroda (Народа). Narodnaja położona jest na Uralu Subpolarnym w bocznej grani odchodzącej na wschód od grzbietu głównego. Zbudowana z kwarcytów oraz zmetamorfizowanych łupków.
Pierwszego wejścia na szczyt dokonał rosyjski geolog A. N. Aleszkow w 1927.